# Mu Centauri

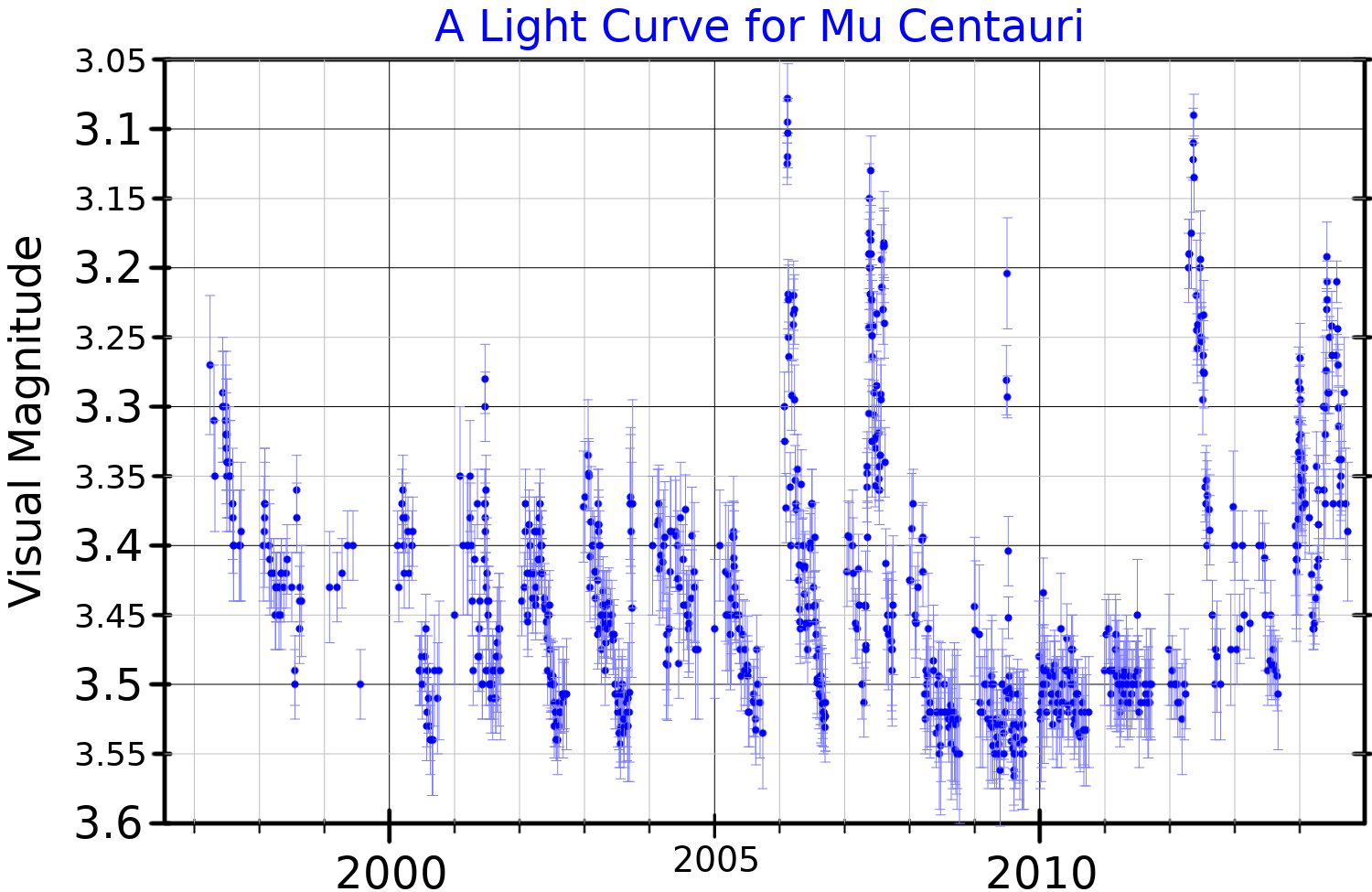
Lichtkromme van Mu Centauri

Mu Centauri is een ster in het sterrenbeeld Centaur. De leeftijd van de Be-ster wordt geschat op 20 miljoen jaar.